# Buenavista (Sucre)
Pour les articles homonymes, voir Buenavista.
Buenavista est une municipalité de Colombie, située dans le département de Sucre.